# رود ایلکسا
رود ایلکسا (انگلیسی: Ileksa) یک رودخانه در استان آرخانگلسک کشور روسیه است.